# 阿松森區
阿松森區（西班牙語：Distrito de Ascensión），是秘魯的一個區，位於該國中南部萬卡韋利卡大區的萬卡韋利卡省，始建於2000年6月8日，面積432.24平方公里，海拔高度3,650米，2005年人口9,897，人口密度每平方公里23人。